# Донецкий областной художественный музей

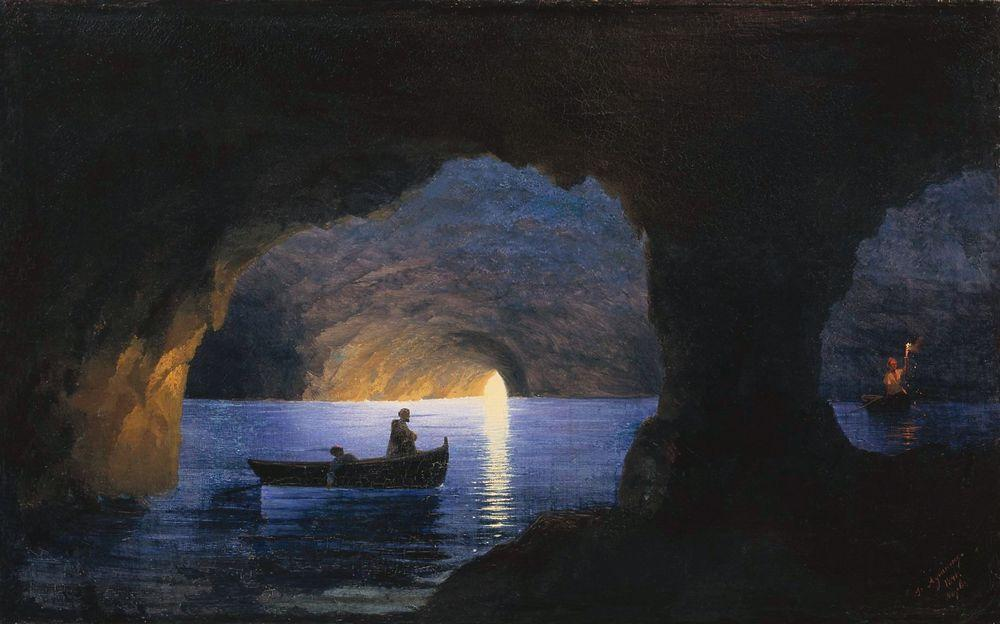
Айвазовский Иван Константинович «Лазоревый грот. Неаполь», 1841, холст, масло. 74x100 см

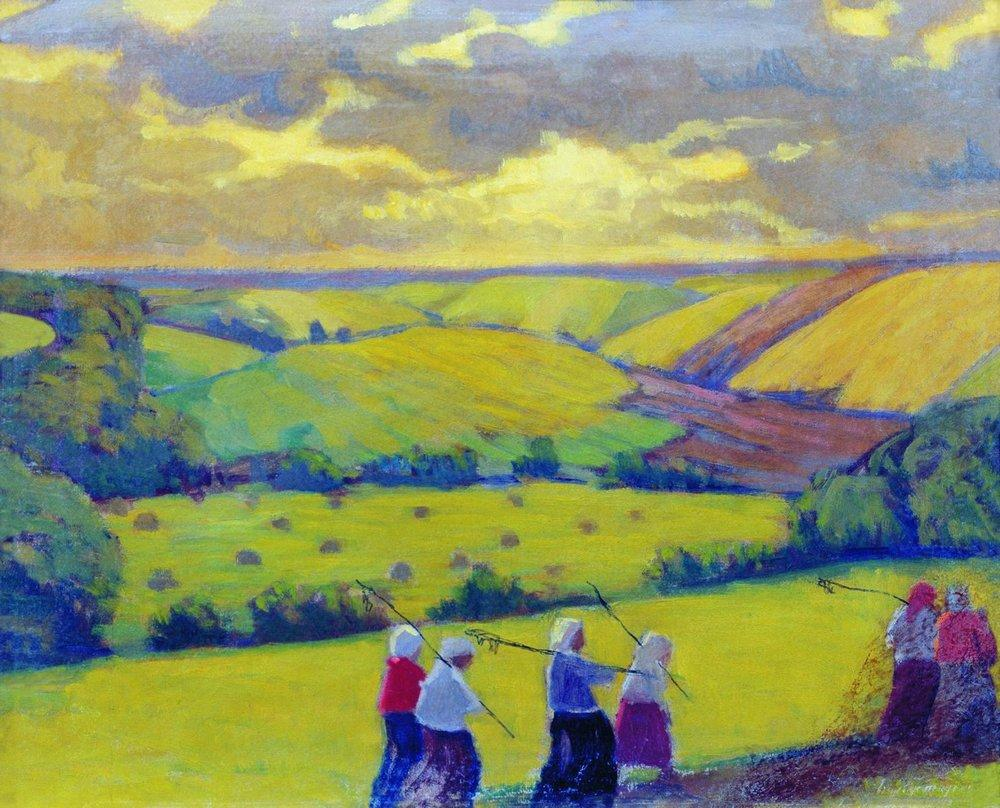
Кустодиев Борис Михайлович «Сенокос», 1910-е, картон, масло. 33x41 см

Шишкин Иван Иванович «Берёзовый лес», 1871, холст, масло. 70x110,5 см

Донецкий областной художественный музей (укр. Доне́цький обласни́й худо́жній музе́й) — один из крупнейших музей художественного профиля на Донбассе, культурный центр Донецка и области, лауреат областного конкурса, обладатель «Золотого Скифа» 1999 года.

## История
Музей основан 23 сентября 1939 года как Сталинский Музей изобразительного искусства.
С разрушения во время Великой Отечественной войны прекратил своё существование.
В 1958 году работал в отделе изобразительного искусства Сталинского краеведческого музея.
В 1960 году открылась «Сталинская картинная галерея», с 1965 года — Донецкий художественный музей.

## Современный музей
Музей сегодня имеет в своей коллекции более 15 тысяч произведений живописи, графики, скульптуры и декоративно-прикладного искусства. В его коллекции представлены работы известнейших украинских, российских и зарубежных мастеров XVI—XX веков, а также произведения античности.
В постоянно действующей экспозиции музея представлены работы:
И. Айвазовского,
Ф. Васильева,
А. Бенуа,
Д. Бурлюка,
В. Васнецова,
В. Голубкиной,
И. Грабаря,
Дж. Доу,
О. Кипренского,
П. Кончаловского,
А. Корина,
В. Поленова,
А. Саврасова,
В. Серова,
В. Сурикова,
Роберта Фалька,
И. Шишкина,
Т. Яблонской.
Музей входит в основанную в 1999 году Сеть Современного Украинского Искусства. С 1992 года у Донецкого областного художественного музея есть филиал в селе Прелестное Славянского района Донецкой области — Музей народной архитектуры, быта и детского творчества.
После оккупации Донецка в 2014 году музей в сентябре 2015 года был перерегистрирован в селе Прелесное Краматорского района на базе филиала-отдела ДОХМ «Музей народной архитектуры, быта и детского творчества».
В 2015 году Сектор современного искусства ДОХМ был зарегистрирован в городе Дружковка Донецкой области.
С 2021 года Сектор современного искусства ДОХМ перенесен в город Краматорск Донецкой области.

## Известные картины в экспозиции музея
- Орест Кипренский. «Портрет неизвестного с Константиновским орденом Святого Георгия» (1830)
- Александр Гребнев «Интерьер картинной галереи В. А. Кокорева» (1864)
- Иван Айвазовский «Лазоревый грот» (1841)
- Иван Айвазовский «Облака над тихим морем» (1873)
- Иван Айвазовский «Морской пейзаж. Коктебель» (1880)
- Иван Шишкин «Берёзовый лес» (1871)
- Василий Суриков «Портрет художника И. О. Крачковского» (1884)
- Зинаида Серебрякова «Портрет Елены Казимировны Лансере» (1911)
- И. Дряпаченко «Навстречу вечеру»
- Константин Крыжицкий «Вечер на Украине»
- Сергей Васильковский «Ярмарка»
- Сергей Светославский «Дом художника»
- Г. Светлицкий «На прогулке»
- Ю. Вираг «Утро»
- Роберт Фальк «Девушка в синем платье» (1932)
- Роберт Фальк «Девушка с попугаем» (1932)
- Питер Петерс ван Норт «Натюрморт с рыбами»
- Йохан Глаубер «Пейзаж с руинами»
- Шарль-Альфонс Дюфренуа «Отдых Венеры»
- Якопо Амигони «Портрет мужчины в красном»
- Фёдор Васильев «Пейзаж с барками» (1869)

## Скульптуры в собрании музея
В собрании Донецкого областного художественного музея хранятся около 40 скульптур Николая Васильевича Ясиненко: «Автопортрет» (1991), «Александр Блок» (1978), «Александр Грин» (1995), «Бросающий канат» (1979), «Венера Донецкая» (1988), «Ветеран», 1995), «Геолог» (1968), «Девочка, сидящая на стуле» (1975), «Мука» (1995), «Портрет доктора медицинских наук, профессора Григория Бондаря» (1983), «Портрет металлурга В.Грибиниченко» (1971), «Портрет народной артистки Украины Софии Ротару» (1977), «Порыв» (1980), «Прощальная песня» (1973), «Сережа» (1966), «Сидящий рыбак» (1967), «Элегия. Портрет жены» (1981), «Юность» (1978), «Яся» (1973) и другие.

## Галереи наВикискладе
- Картины из собраний Донецкого областного художественного музея